# 湯姆·克羅夫特
湯姆·克羅夫特（英語：Tom Croft；1985年11月7日—）是一位英格蘭橄欖球運動員。他是英格蘭國家橄欖球隊的一員，代表英格蘭參加了2011年世界盃橄欖球賽。